# Nils Brennecke
Nils Brennecke (* 3. Mai 1974 in Frankfurt am Main) ist ein deutscher Buchautor, Moderator und Journalist. Er ist Eigentümer und Betreiber des Deutschen Bunkermuseums in Schweinfurt.

## Leben
Nils Brennecke wuchs in Birstein im Vogelsberg auf. Nach Abschluss der Mittleren Reife 1991 absolvierte er bei der Steigenberger Hotels AG eine Ausbildung zum Hotelfachmann. Nach der Prüfung wechselte er in die Frankfurter Redaktion der Bild-Zeitung. Hier arbeitete er mehrere Monate als Redakteur, bis er seinen Grundwehrdienst antrat.
Während seines Grundwehrdienstes verpflichtete sich Nils Brennecke 1994 für vier Jahre und schlug beim Radiosender der Bundeswehr, Radio Andernach, in Andernach bei Koblenz die Laufbahn zum Unteroffizier ein. Während dieser Zeit war Nils Brennecke als Moderator und Promireporter tätig. Sein Weg bei der Bundeswehr führte ihn für vier Monate im Rahmen des IFOR / SFOR Einsatzes als NATO-Soldat nach Kroatien und Bosnien. Dort moderierte er täglich mehrere Truppenbetreuungssendungen live für die deutschen Soldaten im Einsatz. Während einer solchen Sendung erlitt er einen Nervenzusammenbruch, weil er den Anblick der zerstörten Städte und durch Kriegseinwirkung entstellten Kinder nicht verkraftete. Nach dem aktiven Einsatz legte er den Dienst an der Waffe nieder. Er war damit der erste Bundeswehrsoldat, der nach einem Auslandseinsatz den Dienst an der Waffe verweigerte. Brennecke verließ die Bundeswehr als Stabsunteroffizier a. D.
Anschließend arbeitete er beim Koblenzer Anzeigenblatt Super Sonntag als Reportage-Redakteur. Danach wechselte er zum Würzburger Privatsender Radio Gong, wo er bis Dezember 2000 vor allem die tägliche Feierabendshow (16 bis 19 Uhr) moderierte. Parallel dazu leitete Brennecke in Würzburg die Redaktion des Boulevard-Anzeigenblattes Prima Sonntag.
Nach einem Jahr als Redaktionsleiter gab er diese Tätigkeit auf und entwickelte für die Diskotheken-Franchise-Kette Gastronomie & Tanz (FUN, FUNPARK, Lollipop, Alpenmax), das Kundenmagazin FUNDAY. Parallel dazu veröffentlichte Brennecke neun Bücher. Im Rahmen seiner Tätigkeit als Kreativdirektor entwickelt er für Firmen Kundenmagazine, Corporate Media und Marketingkonzepte.
Brennecke ist Eigentümer und Betreiber des Deutschen Bunkermuseums in Schweinfurt, das in einem Hochbunker aus dem Zweiten Weltkrieg beheimatet ist. Hier hat er die größte Sammlung von Exponaten rund um den Luftschutz aus der Zeit des Zweiten Weltkriegs sowie Kalten Kriegs in einem Bunker zusammengetragen. Für dieses Engagement wurde er 2025 mit der Verdienstmedaille des Bundesverdienstkreuzes ausgezeichnet.
Brennecke ist verheiratet und lebt in Schweinfurt in Unterfranken.

## Publikationen
- Warum hat der Trabi Räder? Rowohlt, Reinbek bei Hamburg 1990, ISBN 3-499-12844-6.
- als Herausgeber: Das Superbuch der Schülerwitze. Rowohlt, Reinbek bei Hamburg 1991, ISBN 3-499-12923-X.
- mit Manni Felge: Mit Fuchsschwanz und Spoiler. Die allerletzten Manta-Witze. Eichborn, Frankfurt am Main 1991, ISBN 3-8218-1973-1.
- MeinFranken persönlich. Echter, Würzburg 1999, ISBN 3-429-02143-X.
- Du Warmduscher. Beschimpfungen für Weicheier. Eichborn, Frankfurt am Main 2000, ISBN 3-8218-2135-3.
- Du Mike-Tyson-Schubser. Die Rache der Weicheier Eichborn, Frankfurt am Main 2000, ISBN 3-8218-2068-3.
- Ich habe fertig! FC Bayern-Witze. Eichborn, Frankfurt am Main 2000, ISBN 3-8218-2077-2.
- Neues von der Gehhilfe. Die besten Trabi-Witze. Eichborn, Frankfurt am Main 2000, ISBN 3-8218-2360-7.
- Der Disco-Knigge. Anbaggern, abgreifen und abschleppen. Achterbahn, Kiel 2001, ISBN 3-89719-207-1.
- Arsch hoch. Das Motivationsbuch. Selbstverlag, Schweinfurt 2011.[4]
- Einmal Werbung und zurück. Ein Handbuch für den Mittelstand. Selbstverlag, Schweinfurt 2014.[4]
- Schweinfurt. Die schönsten Geschichten der Stadt. Kurios, prominent, geheimnisvoll. HaardtLine, Schweinfurt 2021, ISBN 978-3-00-068333-6.
- So geht Marketing! Wie du mit dem 360°-Konzept endlich durchstartest und Abzocker entlarvst. Für KMU & Mittelstand. HaardtLine, Schweinfurt 2023, ISBN 978-3-00-076791-3.
- Schlafapnoe Schnarchen – Herzinfarkt, Schlaganfall, Impotenz. Wie ich die lebensgefährlichen Atemaussetzer in den Griff bekommen habe. HaardtLine, Schweinfurt 2024, ISBN 978-3-00-079428-5.